# 勒梅圣埃普安
勒梅圣埃普安（法語：Le Meix-Saint-Epoing）是法国马恩省的一个市镇，位于该省西南部，属于埃佩尔奈区。该市镇总面积11.29平方公里，2009年时的人口为252人。

## 人口
勒梅圣埃普安人口变化图示